# 1. FC Köln (piłka nożna kobiet)
1. FC Köln – niemiecki klub piłki nożnej kobiet, mający siedzibę w mieście Kolonia, na zachodzie kraju. W latach 1991–2004, 2005–2007, sezonach 2015/16, 2017/18, 2019/20 i od sezonu 2021/22 występuje w rozgrywkach Frauen-Bundesligi.

## Historia
Chronologia nazw:
- 1974: SV Grün-Weiß Brauweiler
- 01.07.2000: FFC Brauweiler Pulheim
- 01.07.2020: 1. FC Köln – po fuzji z żeńską sekcją 1. FC Köln

Kobieca drużyna piłkarska SV Grün-Weiß Brauweiler została założona w dzielnicy miasta Pulheim o nazwie Brauweiler w 1974 roku przez Thomasa Meyera, który przez kolejne 20 lat stał na jej czele, trenując zespół. Drużyna występowała w rozgrywkach Verbandsliga Mittelrhein, która była wówczas najwyższą ligą Środkowego Renu. W 1980 i 1986 roku klub musiał pogodzić się z jedynymi spadkami, ale za każdym razem udało mu się od razu awansować z powrotem. W sezonie 1985/86 została utworzona Verbandsliga Mittelrhein (D2). W 1991 roku klub wywołał największą sensację w historii Pucharu DFB. Jako jedyny jak dotąd zespół drugiej ligi, Brauweiler zdobył puchar, pokonując 1:0 aktualnego mistrza Niemiec TSV Siegen. Również w tym że roku zwyciężył w Verbandsliga Mittelrhein, kończąc sezon bez żadnej porażki. Następnie w barażach o awans też zajął pierwsze miejsce w grupie Nord i został zakwalifikowany do Bundesligi, która powstała w 1990 roku. W sezonie 1991/92 zespół debiutował w rozgrywkach mistrzostw Niemiec na najwyższym szczeblu, zajmując drugie miejsce w grupie północnej Bundesligi. W turnieju finałowym dotarł do finału. W kolejnych pięciu sezonach klub zawsze kwalifikował się do turnieju finałowego, a w sezonie 1996/97 po raz pierwszy został mistrzem Niemiec, wygrywając w finale w rzutach karnych 5:3  (1:1 po dogrywce) z FC Rumeln-Kaldenhausen. Tydzień później klub zdobył puchar, pokonując 3:1 Eintracht Rheine. W tamtym roku zdobył również Superpuchar po raz drugi. W kolejnych sezonach plasował się w środku tabeli najlepszych niemieckich klubów piłkarskich. 1 lipca 2000 roku sekcja piłki nożnej kobiet SV Grün-Weiß Brauweiler stała się nazywać FFC Brauweiler Pulheim. W sezonie 2003/04 zespół zajął przedostatnie miejsce i spadł na rok do 2. Bundesligi. Powrót na najwyższy poziom był nieudanym, po jednym sezonie klub spadł w 2007 do 2. Bundesligi, a rok później do Verbandsliga Mittelrhein (D3). W dniu 9 kwietnia 2008 roku stowarzyszenie musiało ogłosić upadłość z powodu roszczeń podatkowych ze strony urzędu skarbowego. W sezonie 2008/09 zespołowi wcześnie udało się zapewnić sobie tytuł mistrzowski w lidze regionalnej i wrócić do drugiej ligi. 
1 lipca 2009 kobieca sekcja piłki nożnej połączyła z męskim klubem piłkarskim 1. FC Köln. Od 2009 do 2015 zespół występował na zapleczu Bundesligi, a od sezonu 2015/16 rozpoczęła się huśtawka występów, co roku czterokrotnie awansując i trzykrotnie spadając z Bundesligi.

## Barwy klubowe, strój, herb, hymn
|  |  |

Klub ma barwy czerwono-białe (do 2009 zielono-białe). Piłkarki domowe spotkania zazwyczaj grają w pasiastych pionowo biało-czerwonych koszulkach, białych spodenkach oraz białych getrach.
Herb klubu został wykonany w formie okrągłej czerwonej tarczy z czarnym szkicem Katedry Kolońskiej i umieszczonym czerwonym napisem "1. FC" oraz białym "Köln". Na tarczę oparł się kozioł "Hennes". Oryginalny kozioł, Hennes I., został podarowany klubowi piłkarskiemu podczas karnawału w budynku Williamsa w Kolonii 13 lutego 1950 roku przez dyrektorkę cyrku Carolę Williams jako żart karnawałowy (nazwany na cześć zawodnika FC od samego początku i trener zawodników Hennes Weisweiler). Karnawałowy nastrój zamienił się w maskotkę o walorach reklamowych.

## Sukcesy

### Trofea międzynarodowe
Do chwili obecnej klub jeszcze nigdy nie zakwalifikował się do rozgrywek europejskich.

### Trofea krajowe
| \| \| Zdobyte trofea w rozgrywkach Niemiec (stan na: 01-05-2023) \| |                                                            |      |                                                                     |
| Rozgrywki                                                           | Osiągnięcie                                                | Razy | Sezon(y)                                                            |
| Mistrzostwo                                                         | I miejsce                                                  | 1    | 1996/97                                                             |
| Mistrzostwo                                                         | II miejsce                                                 | 3    | 1991/92, 1993/94, 1994/95                                           |
| Mistrzostwo                                                         | III miejsce                                                | 0    |                                                                     |
| Puchar                                                              | zdobywca                                                   | 3    | 1990/91, 1993/94, 1996/97                                           |
| Puchar                                                              | finalista                                                  | 1    | 1992/93                                                             |
| Superpuchar                                                         | zdobywca                                                   | 2    | 1994, 1997                                                          |
| Superpuchar                                                         | finalista                                                  |      |                                                                     |
| II liga                                                             | I miejsce                                                  | 4    | 1990/91 (Regionalliga West), 2004/05 (Nord), 2014/15 (Süd), 2020/21 |
| II liga                                                             | II miejsce                                                 | 4    | 2010/11 (Süd), 2012/13 (Süd), 2013/14 (Süd), 2016/17 (Süd)          |
| II liga                                                             | III miejsce                                                | 3    | 1988/89 (Regionalliga West), 2009/10 (Süd), 2018/19                 |
| Niemcy                                                              | Zdobyte trofea w rozgrywkach Niemiec (stan na: 01-05-2023) |      |                                                                     |

### Inne trofea
- Landesliga Mittelrhein / Verbandsliga Mittelrhein / Regionalliga West: (D3)
  - mistrz (3): 1980/81, 1986/87, 2008/09
- DFB-Hallenpokal:
  - zdobywca (1): 1994 (nieoficjalne)
  - finalista (1): 2001

## Poszczególne sezony

### Rozgrywki międzynarodowe

#### Europejskie puchary
Nie uczestniczył w rozgrywkach europejskich.

### Rozgrywki krajowe
| \| Niemcy \| Bilans występów klubu w rozgrywkach piłkarskich Niemiec (Stan na 1 maja 2023 r.) \| \| |                                                                                  |        |       |   |   |   |    |    |     |                                                                                         |        |        |      |
| Poziom                                                                                              | Rozgrywki                                                                        | Sezony | Mecze | Z | R | P | B+ | B– | Pkt | Lata                                                                                    | Awanse | Spadki | Naj. |
| I                                                                                                   | Frauen-Bundesliga                                                                | 20     |       |   |   |   |    |    |     | 1991–2004, 2005–2007, 2015/16, 2017/18, 2019/20, od 2021/22                             | 0      | 5      | 1    |
| II                                                                                                  | Verbandsliga Mittelrhein / Regionalliga West/ 2. Frauen-Bundesliga               | 26     |       |   |   |   |    |    |     | 1974–1980, 1981–1986, 1987–1991, 2004/05, 2007/08, 2009–2015, 2016/17, 2018/19, 2020/21 | 6      | 3      | 1    |
| III                                                                                                 | Landesliga Mittelrhein / Verbandsliga Mittelrhein / Regionalliga West            | 3      |       |   |   |   |    |    |     | 1980/81, 1986/87, 2008/09                                                               | 3      | 0      | 1    |
| | Puchar Niemiec                                                                   | 33     |       |   |   |   |    |    |     | od 1989                                                                                 | 0      | 0      | 1    |
| | Superpuchar Niemiec                                                              | 2      |       |   |   |   |    |    |     | 1994, 1997                                                                              | 0      | 0      | 1    |
| Niemcy                                                                                              | Bilans występów klubu w rozgrywkach piłkarskich Niemiec (Stan na 1 maja 2023 r.) |        |       |   |   |   |    |    |     |                                                                                         |        |        |      |

## Piłkarki, trenerzy, prezydenci i właściciele klubu

### Trenerzy
| Lp. | Imię i nazwisko              | Okres urzędowania | Okres urzędowania |
| --- | ---------------------------- | ----------------- | ----------------- |
| 1.  | Thomas Meyer                 | 1974              | 1993              |
| 2.  | Friedhelm Fröhlich           | 1993              | 1995              |
| 3.  | Hans-Jürgen Tritschok        | 1996              | 2003              |
| 4.  | Friedhelm Fröhlich           | 2003              | 200?              |
| 5.  | ?                            | 200?              | 2012              |
| 6.  | Willi Breuer                 | 2012              | 12.11.2015        |
| 7.  | Nico Reese (p.o.)            | 12.11.2015        | 01.12.2015        |
| 8.  | Marcus Kühn                  | 01.12.2015        | 2016              |
| 9.  | Willi Breuer                 | 2016              | 1.01.2020         |
| 10. | Sascha Glass                 | 1.01.2020         | 23.03.2023        |
| 11. | Nicole Bender-Rummler (p.o.) | 23.03.2023        | obecnie           |

## Struktura klubu

### Stadion
Drużyna rozgrywa swoje mecze domowe na stadionie Franza Kremera, w Kolonii, który może pomieścić 5.457 widzów.

## Kibice i rywalizacja z innymi klubami

### Derby
- Bayer 04 Leverkusen
- Borussia Mönchengladbach
- Fortuna Düsseldorf